# Negra Venganza
La Negra Venganza es un grupo insurreccional de la Región Metropolitana de Santiago, estando activo desde 2021, siendo conocidos por ser responsables de ataques explosivos contra instalaciones pertenecientes a Carabineros de Chile.

## Trasfondo
Desde mediados de la década de los 2000´s se ha registrado una serie atentados con explosivos en la Región Metropolitana de Santiago, los principales objetivos de estas células fueron bancos, comisarías, cuarteles del ejército, iglesias, embajadas, sedes de partidos políticos, oficinas de empresas, juzgados y edificios gubernamentales. Usualmente las células realizaban estos ataques de madrugada, con artefactos explosivos fabricados con base en extintores de incendios y tubos de PVC rellenos con pólvora negra y esquirlas.
Según algunos expertos del ANEPE, estos ataques y la organización de células antisistema tuvieron un rol importante durante el estallido social de 2019. En 2022, el sitio Ex Ante publicó algunos reportajes donde mencionan que la intención de estos grupos son el traer la violencia de la los ataques en la macrozona sur a la capital.

## Ataques
El primer ataque realizado por la organización fue el 27 de diciembre del 2021, cuando un artefacto explosivo detono afuera del edificio de la Dirección General de Gendarmería, ubicado en el centro de Santiago, ocasionando daños materiales. Al día siguiente la Negra Venganza se adjudicó el ataque en conmemoración a los presos anarquistas y los fallecidos durante el siniestro de la cárcel de San Miguel, mencionando que el artefacto estaba compuesto de 400 gramos de explosivo industrial y más de medio kilo de ANFO.
En la madrugada del 25 de mayo, un artefacto explosivo fue detonado por desconocidos en el cuartel de la 8.ª Comisaría de Control de Orden Público, en Puerto Montt. El ataque dejó solamente daños materiales, siendo adjudicada por la "Negra venganza-Núcleos de Melipullí José Huenante", el nombre siendo en honor a la desaparición de José Huenante, ocurrida en el año 2005.

### Arresto
No fue hasta el 22 de diciembre de 2022 cuando autoridades chilenas arrestaron a un sospechoso de 38 años, esto en la comuna de Pedro Aguirre Cerda. El detenido es señalado de participar en el ataque a la Dirección General de Gendarmería, además de contar con antecedentes por desórdenes y daños.